# Pheosiopsis obscura
Pheosiopsis obscura är en fjärilsart som beskrevs av Alexander Schintlmeister. Pheosiopsis obscura ingår i släktet Pheosiopsis och familjen tandspinnare. Inga underarter finns listade i Catalogue of Life.